# Klemen Lauseger
Klemen Lauseger (* 21. Januar 1982 in Kranj) ist ein ehemaliger slowenischer Biathlet.
Klemen Lauseger lebt und trainierte in Tržič. Der Student startete für TSK Merkur. Er begann 2001 mit dem Biathlonsport und gehörte seit 2002 dem Nationalkader Sloweniens an. Sein internationales Debüt gab er 2002 bei den Junioren-Weltmeisterschaften in Ridnaun, bei denen er 23. des Einzels, 63. des Sprints und 13. mit der Staffel wurde. Es folgte die Teilnahme an den Biathlon-Europameisterschaften 2002 der Junioren in Kontiolahti, mit den Plätzen 16 in Einzel und Sprint sowie acht im Verfolgungsrennen. 2003 nahm er erneut an diesen beiden Meisterschaften teil. Bei der WM in Kościelisko konnte Lauseger 57. des Einzels, 41. des Sprints und 46. der Verfolgung werden. Erneut waren die Resultate bei der EM weitaus besser. In Forni Avoltri wurde der Slowene 23. des Einzels, 16. des Sprints, 21. der Verfolgung und Siebter im Staffelrennen. 2003 gewann er in Forni Avoltri auch ein Verfolgungsrennen im Junioren-Europacup.
In Ridnaun debütierte Lauseger in der Anfangsphase der Saison 2003/04 im Europacup und wurde 55. eines Sprints und 51. der Verfolgung. Schon wenig später gewann er als 12. eines Sprints in Obertilliach erste Punkte. Im weiteren Verlauf der Saison erreichte er in Obertilliach als Siebtplatzierter auch erstmals eine Top-Ten-Platzierung. Es war zugleich die beste Platzierung des Slowenen im Europacup. 2004 bestritt Lauseger in Pokljuka sein erstes Rennen im Biathlon-Weltcup, bei dem er 90. wurde. Höhepunkt der Saison wurden die Biathlon-Weltmeisterschaften 2004 in Oberhof. Der Slowene wurde 62. des Sprints und kam mit Marko Dolenc, Janez Marič und Matjaž Poklukar auf den 12. Rang mit der Staffel. In der folgenden Saison startete Lauseger regelmäßig im Weltcup. In Oberhof erreichte er als 41. eines Sprintrennens seine beste Einzelplatzierung, mit Marič, Janez Ožbolt und Jože Poklukar kam er in Cesana San Sicario bei den vorolympischen Winterspielen im Staffelrennen auf einen zehnten und somit ersten Top-Ten-Platz. In Hochfilzen startete er 2005 zum zweiten Mal bei einer Weltmeisterschaft, kam dort im Sprint zum Einsatz und wurde 81. Abschluss der Saison wurde die Biathlon-Mixed-Relay-Weltmeisterschaft 2005 in Chanty-Mansijsk, bei der er mit Andreja Mali, Dijana Grudiček-Ravnikar und Matjaž Poklukar als Staffel Slowenien II 15. wurde. Nach dieser Saison kam Lauseger bis 2007 nur noch auf europäischer Ebene zum Einsatz. Bei den Biathlon-Europameisterschaften 2006 in Langdorf wurde er 34. des Einzels, 51. des Sprints, 42. der Verfolgung und mit Danilo Kodela, Gregor Brvar und Jože Poklukar Staffel-Zehnter. Letztes Großereignis wurden die Biathlon-Europameisterschaften 2007 in Bansko. Im Sprint kam er auf den 59. Platz und schaffte damit knapp den Einzug ins Verfolgungsrennen, bei dem er sich bis auf Platz 39 verbessern konnte. Im Einzel kam er auf den 27. Platz und wurde mit Peter Dokl, Kodela und Ožbolt Neunter mit der Staffel. Nach der Saison beendete er seine Karriere.

## Biathlon-Weltcup-Platzierungen
Die Tabelle zeigt alle Platzierungen (je nach Austragungsjahr einschließlich Olympische Spiele und Weltmeisterschaften).
- 1.–3. Platz: Anzahl der Podiumsplatzierungen
- Top 10: Anzahl der Platzierungen unter den ersten zehn (einschließlich Podium)
- Punkteränge: Anzahl der Platzierungen innerhalb der Punkteränge (einschließlich Podium und Top 10)
- Starts: Anzahl gelaufener Rennen in der jeweiligen Disziplin
- Staffel: inklusive Mixed- und Single-Mixed-Staffeln

| Platzierung         | Einzel | Sprint | Verfolgung | Massenstart | Staffel | Gesamt |
| ------------------- | ------ | ------ | ---------- | ----------- | ------- | ------ |
| 1. Platz            |        |        |            |             |         |        |
| 2. Platz            |        |        |            |             |         |        |
| 3. Platz            |        |        |            |             |         |        |
| Top 10              |        |        |            |             | 1       | 1      |
| Punkteränge         |        |        |            |             | 6       | 6      |
| Starts              | 2      | 11     | 3          |             | 6       | 22     |
| Stand: Karriereende |        |        |            |             |         |        |